# Dancer in Nowhere
Dancer in Nowhere ist das dritte Studioalbum der Arrangeurin und Komponistin Miho Hazama. Die Aufnahmen entstanden am 22. und 23. August 2018 in den Sound on Sound Studios in Montclair, New Jersey und erschienen 2018 auf Verve Records/Universal Music.

## Hintergrund
Miho Hazama drittes Album enthält bis auf John Williams’ „Olympic Fanfare and Theme“ ausschließlich ihre eigenen Kompositionen. Das Ensemble m_unit besteht aus einer Standard-Rhythmusgruppe, einer Gruppe von Bläsern und einer Reihe von Streichern.
Das Wort Nowhere im Titel des Albums verweise – so meint die Sängerin und Musikkritikerin Suzanne Lorge – auf die Absicht der Komponistin, intensive, abstrakte Vorstellungen in die musikalische Realität zu kanalisieren. „Um dies zu erreichen, beginnt sie in der Regel mit einer einfachen erklärenden melodischen Aussage, die als Ausgangspunkt für das folgende Erkundungsspiel dient.“ Auf „Somnambulant“, Hazamas Wettbewerbsbeitrag für den Charlie Parker Jazz Composition Prize beim BMI Jazz Workshop 2015, setzt sie das Hauptmotiv in einer einsamen, leuchtenden Gesangslinie (Kavita Shah) vor dem Rhythmus (Jake Goldbas) und dem Saxophon (Jason Rigby); dies ziehe die Zuhörer in eine spannungsgeladene, immer tiefer werdende harmonische Montage. Trotz seiner ständig wechselnden Roadmap enthalte das Stück zwei große Wendepunkte: ein klagendes, bluesiges E-Gitarrensolo des Gastmusikers Lionel Loueke und eine geschwungene letzte Sequenz mit den Streichern – keine Stimme, kein Saxophon, keine Gitarre, kein Schlagzeug.

## Titelliste

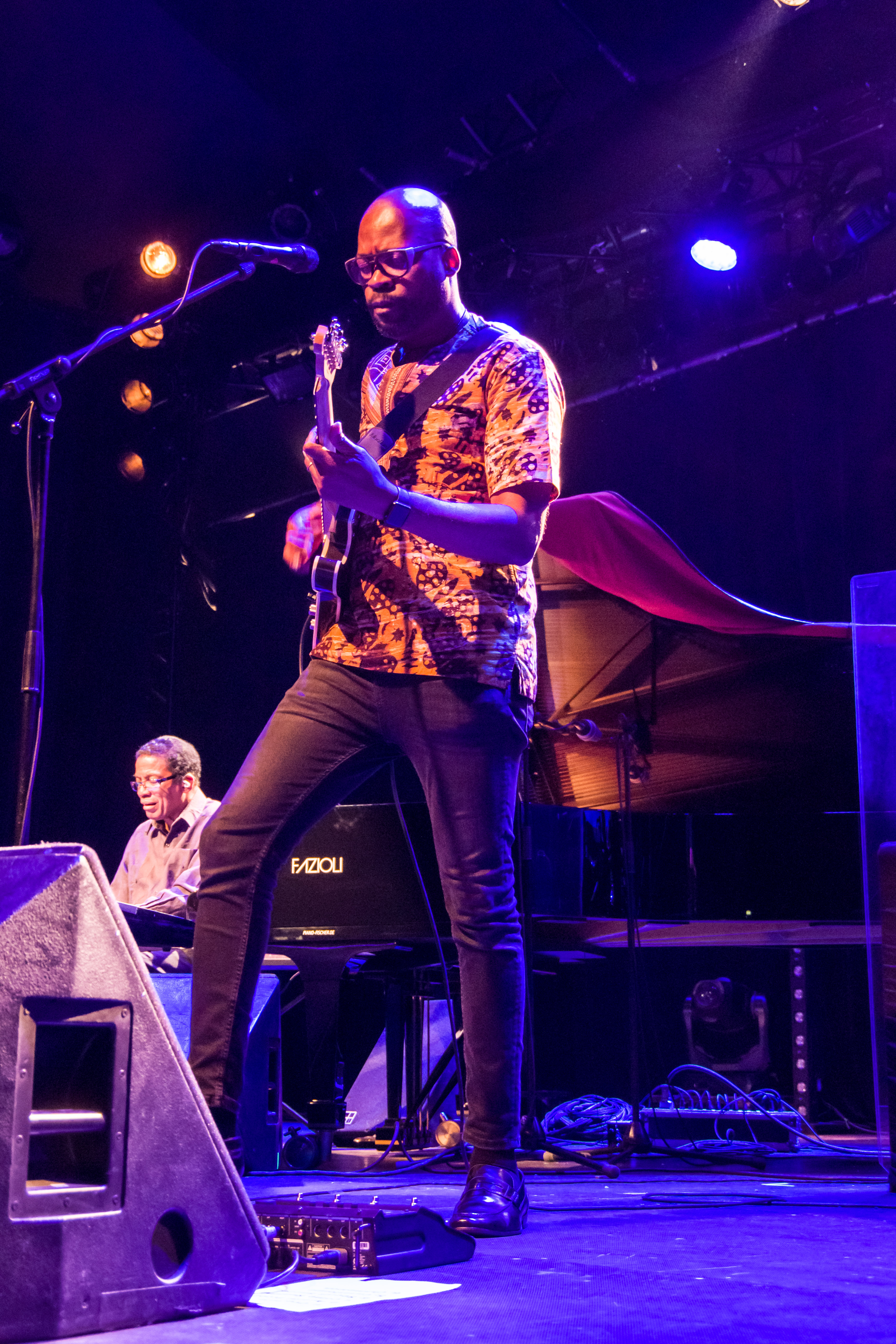
Lionel Loueke (2017)

- Miho Hazama – Dancer in Nowhere (Verve Records – UCCJ-2162, Universal Music – UCCJ-2162)[2]

1. Today, Not Today – Solisten: James Shipp, Jonathan Powell 8:03
2. The Cyclic Number – Solisten: Atsuki Yoshida, Jake Goldbas, Ryoji Ihara, Sam Anning 8:02
3. RUN – Solisten: Ryoji Ihara, Steve Wilson 7:06
4. Somnambulant – Solisten: Jason Rigby, Lionel Loueke 9:44
5. Il Paradiso del Blues – Solisten: Andrew Gutauskas, Steve Wilson 8:56
6. Magyar Dance – Solisten: Billy Test, Jonathan Powell 8:06
7. Olympic Fanfare and Theme (John Williams) – Solisten: Adam Unsworth, Andrew Gutauskas, Atsuki Yoshida, Billy Test, Ryoji Ihara, Steve Wilson, Tomoko Akaboshi 6:08
8. Dancer in Nowhere – Solisten: Jason Rigby, Nate Wood 8:38

## Rezeption
Das Album erhielt Ende 2019 eine Grammy-Nominierung in der Kategorie Best Large Jazz Ensemble Album.
Nach Ansicht von Britt Robson, der das Album in JazzTimes rezensierte, sei es kein Zufall, dass die drei Alben, die Miho Hazama mit ihrer 13-köpfigen Formation m_unit aufgenommen habe, „ein Gefühl der Bewegung vermitteln, das sowohl greifbar als auch ätherisch ist. Hazamas Kompositionen sind auffallend unruhig und beruhigend geschmeidig. Sie weiß, wie man impressionistische Wolken heraufbeschwört, die zu Klarheit aufblühen, und Lichtungen für Solisten schafft, um ihre Argumente darzulegen, bevor sich eine neue Gegenüberstellung zeigt.“
Nach Meinung von Suzanne Lorge, die an das Album im Down Beat vier Sterne vergab, scheint jeder Moment von Miho Hazamas Dancer in Nowhere „für die volle emotionale Wirkung bestimmt zu sein - es gibt keinen einzigen Ausweg für diese sorgfältig gestaltete Aufnahme. Als Komponistin maximiert sie den Klang und den Umfang jedes der 13 Instrumente“ ihres Ensembles. Als Dirigentin sorge sie dafür, dass jeder Klang seine eigene Anmutung bekommt, während er durch die kaleidoskopischen Veränderungen in ihren Kompositionen in den Vordergrund tritt. Trotzdem sei die Aufnahme nicht übertrieben: „Hazamas Kompositionen sind so sparsam wie üppig - eine schwierige Balance.“ Einer der Gründe, warum Hazamas Kompositionen genauso gut funktionieren, ist nach Ansicht der Autorin ihre strikte Beachtung der Dynamik, die Stimmungsschwankungen erleichtert. Einige von Hazamas Stücken hier sind näher an dem, was man vom Big-Band-Sound erwarte, etwa mit einer dominanten Bläsergruppe. John Williams’ „Olympic Fanfare And Theme“, die einzige Fremdkomposition auf dem Album, und „Il Paradiso Del Blues“, ein eindrucksvolles Showcase für Hazamas Horn-Arrangierfähigkeiten, passen beide, wenn auch nur knapp, in dieses Schema. Auch hier findet Hazama einen Weg, die Melodie zu ihrem Vorteil zu drehen – und zur Überraschung des Hörers.

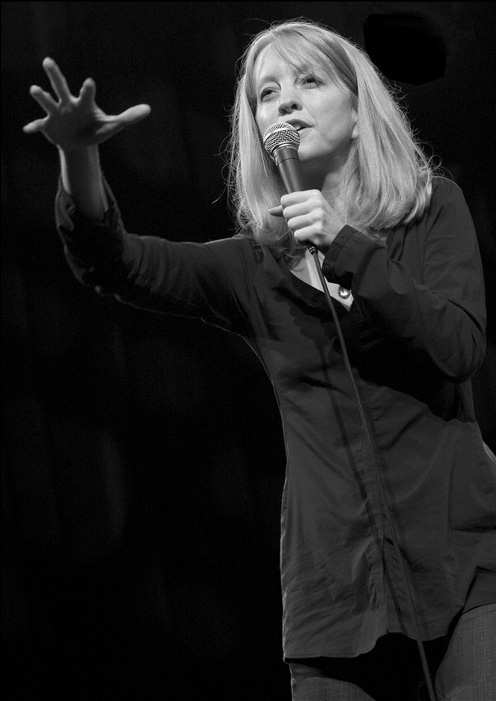
Maria Schneider (2008)

Angelo Leonardi schrieb in der italienischen Ausgabe von All About Jazz, dieses Album hebe Mihos Hazamas Fähigkeit hervor, Klangverfeinerung und melodische Leichtigkeit mit einer sehr reichen rhythmischen und metrischen Artikulation zu kombinieren. Das Ergebnis ist ein überraschender Fluss sich ständig bewegender musikalischer Situationen, die stilistische Elemente des modernen Orchestermainstreams mit kammermusikalischen Akzenten verbinden, die immer pünktlich und nie anmaßend sind. Die Arrangements sind akribisch, aber stets spannend und breit gefächert. Es unterdrücke nicht die Kreativität der Solisten und biete ständige Überraschungen. Nach Ansicht Leonardis ist die engste stilistische Referenz die zu Maria Schneider, aber schließlich doch etwas näher an den Kompositionen und Arrangements von Darcy James Argue. Hervorhebenswert sei eines der am meisten artikulierten Stücke, „Il paradiso del Blues“, das sich durch eine Instrumentation von starker rhythmischer Dringlichkeit, überraschenden Ausformungen (dissonante Streicher) und swingenden Interventionen von Steve Wilson auf dem Alt- und Andrew Gutauskas auf dem Baritonsaxophon auszeichnet. Besonders auffällig sei das lange „Somnambulant“, dessen kammermusikalischer Beginn – streng und dünn – im langen Solo von Lionel Loueke an der E-Gitarre seinen logischen (wenn auch ungewöhnlichen) Epilog finde.